# Municipio de Black River (condado de Wayne)
El municipio de Black River (en inglés: Black River Township) es un municipio ubicado en el condado de Wayne en el estado estadounidense de Misuri. En el año 2010 tenía una población de 711 habitantes y una densidad poblacional de 4,56 personas por km².

## Geografía
El municipio de Black River se encuentra ubicado en las coordenadas 36°58′31″N 90°25′56″O / 36.97528, -90.43222. Según la Oficina del Censo de los Estados Unidos, el municipio tiene una superficie total de 155.82 km², de la cual 145,61 km² corresponden a tierra firme y (6,56 %) 10,21 km² es agua.

## Demografía
Según el censo de 2010, había 711 personas residiendo en el municipio de Black River. La densidad de población era de 4,56 hab./km². De los 711 habitantes, el municipio de Black River estaba compuesto por el 97,33 % blancos, el 0,28 % eran amerindios y el 2,39 % eran de una mezcla de razas. Del total de la población el 0,56 % eran hispanos o latinos de cualquier raza.